# Oleksandrî, Ovruci
Oleksandrî (în ucraineană Олександри) este un sat în comuna Hladkovîci din raionul Ovruci, regiunea Jîtomîr, Ucraina.

## Demografie
Componența lingvistică a localității Oleksandrî
     Ucraineană (100%)
Conform recensământului din 2001, toată populația localității Oleksandrî era vorbitoare de ucraineană (100%).